# Physalaemus spiniger
Physalaemus spiniger es una especie de anfibio anuro de la familia Leptodactylidae.

## Distribución geográfica
Esta especie es endémica de Brasil. Habita en el nivel del mar del este del estado de São Paulo y en el noreste del estado de Paraná.

## Publicación original
- Miranda-Ribeiro, 1926 : Notas para servirem ao estudo dos gymnobatrachios (Anura) brasileiros. Arquivos do Museu Nacional, Río de Janeiro, vol. 27, p. 1-227.[6]